# Пьюритти, Росс
Росс Пью́ритти (Ross Puritty; 18 декабря 1966, Финикс, Аризона, США) — американский боксёр-профессионал, выступавший в тяжёлой весовой категории, один из наиболее известных джорнименов 1990-х — 2000-х годов.

## Профессиональная карьера
Росс Пьюритти дебютировал на профессиональном ринге 29 мая 1989 года, отправив в первом раунде в нокаут Серхио Араухо.
Начало карьеры было посредственным — после первых шести боёв Пьюритти имел общий счёт 3:3, а после тринадцатого боя — 6:7. По начальным результатам Пьюритти получил репутацию полезного, но бесперспективного джорнимена, однако спортсмен продолжал вникать в науку и искусство бокса, и его показатели стали подниматься.
Первым большим успехом Росса Пьюритти стал бой в июле 1994 года с будущим чемпионом WBO Томми Моррисоном, имевшим на тот момент показатель 41:2. Пьюритти обрёл известность не столько благодаря тому, что свёл бой вничью, сколько тем, что по ходу встречи дважды сумел послать Моррисона в нокдаун.
Затем последовала череда побед — десять матчей подряд, выигранных нокаутом, и Пьюритти стали выставлять против ведущих тяжеловесов. Он нокаутировал таких претендентов, как Джо Хипп и Хорхе Луис Гонсалес, а также непобеждённого датчанина Марка Хульстрёма, и свёл бой в ничью с другим джорнименом — Седриком Филдсом.
Самая громкая победа Росса Пьюритти состоялась 5 декабря 1998 года в Киеве, где Пьюритти нокаутировал в 11-м раунде будущего чемпиона в супертяжёлом весе Владимира Кличко, не имевшего на тот момент ни единого поражения в послужном списке.
Росс Пьюритти выходил на ринг со множеством будущих и действующих на тот момент звёзд бокса. За свою карьеру проиграл три поединка нокаутом: два в начале карьеры — американцу Кливленду Вудсу и казахстанцу Александру Мирошниченко — и один в декабре 2001 года — Виталию Кличко в матче, получившем известность как «Месть за брата».
Пьюритти также проигрывал по очкам таким боксёрам, как Брайан Нильсен (Чемпион по версии IBO, 1996—2001), Кирк Джонсон (Претендент на титул WBC, 2003),
Хасим Рахман (Чемпион WBC, 2001 и 2006; версия IBF, 2001; временный титул по версии WBC 2005),
Майкл Грант (Претендент на титул WBC, 2000 год),
Корри Сандерс (Чемпион WBO, 2003—2004),
Ларри Дональд,
Крис Бёрд (Чемпион WBO, 2000; IBF, 2002—2006),
Тимо Хоффманн,
Александр Дмитренко (Чемпион EBU 2010—2011),
Эдди Чемберс (Претендент на титулы IBO, WBO и IBF, 2010 год)